# Димитър Силянов
Димитър Силянов с псевдоними Мравков и Разсипник е български революционер, деец на Вътрешната македоно-одринска революционна организация.

## Биография
Димитър Силянов е роден в град Охрид, тогава в Османската империя, днес в Северна Македония. Присъединява се към ВМОРО и докато учителства във Вевчани през 1906 година участва в дейността на селския революционен комитет. През 1907 година е член и на Охридския околийски комитет.
Доброволец е в Македоно-одринското опълчение и в 1913 година, по време на Междусъюзническата война, служи в Сборната партизанска рота.
След като Охрид остава в Сърбия след Междусъюзническата война, на 17 септември 1913 година 20 души видни българи напускат града за Албания: учителите Никола Киров Майски, Иван Делов, Коста Лещаров, Иван Василев, Димитър Силянов, Александър Автов, Коста Климов, Евтим Янкулов, Атанас Каневчев, Климент Каневчев, Паско Пармаков, секретарят на българската митрополия Лев Огненов, адвокатът Лев Кацков, търговците Иван Групчев, Петър Филев и Ахил Банджов.